# Majestat de Beget
La Majestat de Beget és una talla romànica policromada d'un Crist Majestat d'uns dos metres d'alçada del segle xii, que es troba a l'interior de l'església de Sant Cristòfol de Beget, al poble de Beget (Ripollès).
És considerada una de les obres cabdals de l'escultura romànica catalana. Aquesta obra va ser mostrada fora del seu emplaçament per primera vegada l'any 1961 en una exposició efectuada a Barcelona i Santiago de Compostel·la. Amb motiu del 75è aniversari del Museu Nacional d'Art de Catalunya va ser altra vegada exposada. Es va aprofitar l'ocasió per restaurar la peça. L'interior de l'església no va patir destrosses durant la Guerra Civil espanyola el 1936, ja que els veïns ho varen impedir.

## Ubicació
La imatge de la Majestat es troba presidint el retaule barroc de l'any 1682, col·locat al presbiteri de l'església de Sant Cristòfor de la població de Beget agregada al municipi de Camprodon des de l'any 1969 i pertanyent al bisbat de Girona. L'església està datada del segle xii i depenia del monestir de Sant Pere de Camprodon d'ordre d'orde benedictí. Durant el tercer quart del segle xviii es van fer alteracions a l'església amb la reforma del presbiteri i del retaule barroc, on es va col·locar la Majestat presidint la seva part central, damunt una taula amb pintura del segle xvii, lloc on es pot accedir mitjançant dues portes situades als laterals del retaule i una doble escala que condueix el cambril del santcrist. El 1936, a causa de la Guerra Civil espanyola i davant el perill d'incendi de l'església, la imatge va ser traslladada per a la seva protecció primer a Barcelona i després, junt amb altres obres artístiques a Darnius. Finalment, l'actitud dels veïns del poble va evitar l'incendi i possible saqueig interior de l'església de Sant Cristòfor. La imatge va ser retornada a l'església l'any 1940.

## Característiques

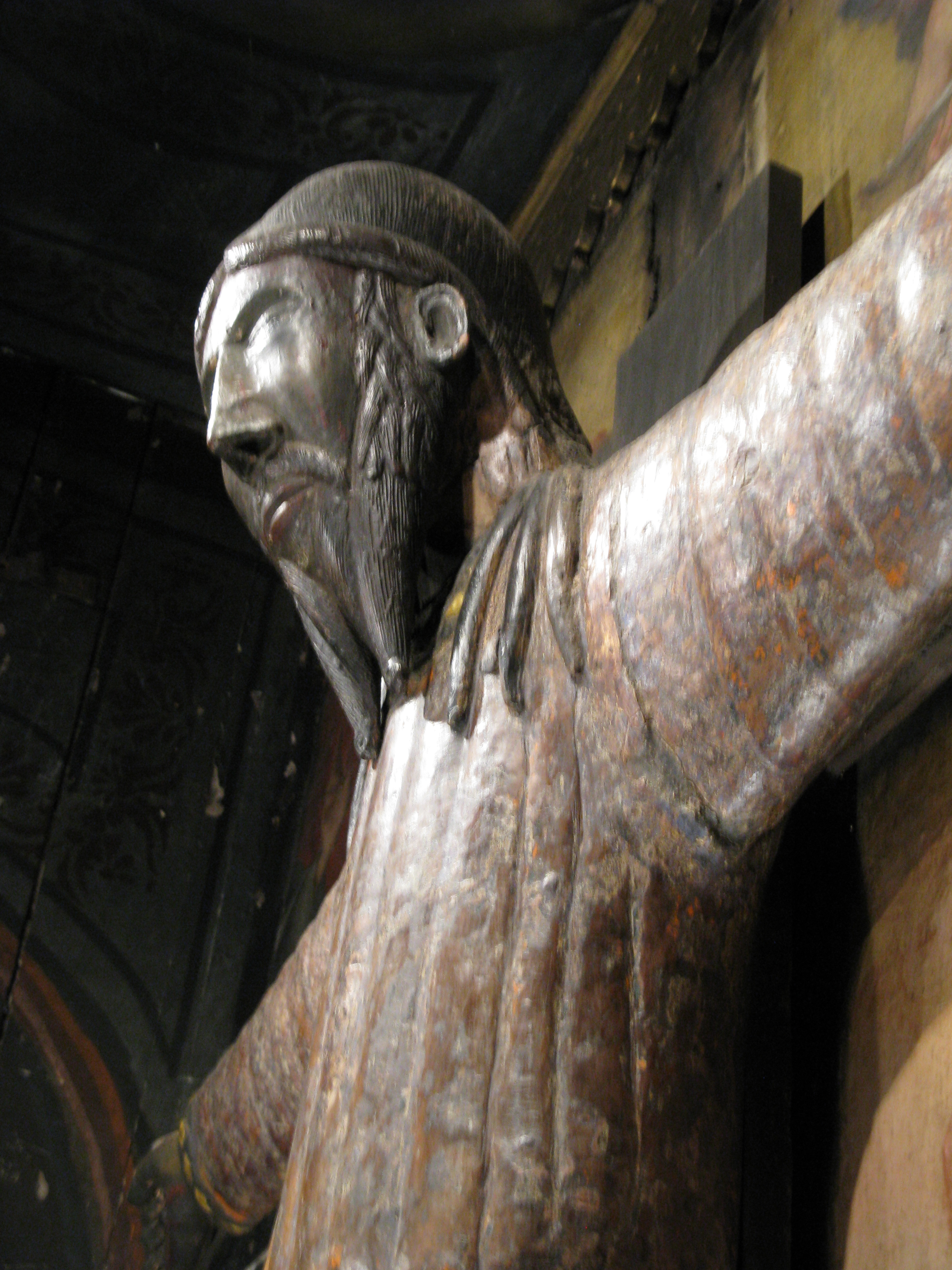
Detall de la Majestat de Beget

La talla de la imatge, la mida de la qual és de 207 x 196 cm, està realitzada en fusta de noguera policromada amb pintura al tremp i relleus en guix daurata la seva vestidura. Les característiques que presenta són les que es troben a la majoria de les imatges del tipus  Christus Triumphans -que simbolitza «la victòria de Crist sobre la mort, vestit i presentat de forma solemne»-, a la zona catalana pirinenca oriental a grans trets entre la Cerdanya, Empordà, Osona i Berguedà així com l'àrea del Rosselló d'on procedeix la Majestat de la Trinitat de Bellpuig.
La composició és frontal i geomètrica amb els braços horitzontals i mans esteses que formen una línia recta amb les espatlles de la figura. El cos arranja una línia en vertical amb el cap. Es troba cobert amb una túnica fins als peus i mànigues llargues fins als canells (manicata), està cenyida a la cintura pel mig d'un cíngol que presenta uns relleus daurats en guix, que han estat atribuïts a reformes posteriors a la seva execució original, aquest mateix ornament es troba a la vora inferior de la túnica i de les mànigues, sembla resultat de les intervencions de l'any 1787.
La túnica està tractada amb plecs tubulars com els que s'observen a la Majestat Batlló, coincideix amb aquesta escultura el tractament de la talla del cap amb els ulls oberts, detalls dels cabells, barba, nas llarg i bigoti. Els braços i el cap estan realitzats en blocs de fusta separada com a era habitual en aquestes obres. Els peus també són peces soltes, que en aquest cas, no són els originals. La policromia ha estat restaurada en diverses ocasions segons demostren les anàlisis efectuades dels pigments utilitzats. En algun moment aquesta imatge va presentar-se amb corona, tal com s'aprecia en gravats de goigs en el seu honor, o potser només s'utilitzava en algunes celebracions litúrgiques especials.
La creu en què es troba inserit Crist, de mida 217 x 198 cm, només conserva original la part vertical inferior, els travessers dels braços i la part superior vertical que correspon al cap, són afegitons posteriors. Al revers de la imatge s'havia dit que hi havia un buit dedicat a la funció de reliquiari, encara que el que s'ha pogut apreciar actualment (2009) és un gran buidatge que més aviat correspon al que s'acostumava a fer a totes les imatges per evitar esquerdes en la fusta i a més a més alleujar l'escultura de pes.

## Datació
La tipologia o model d'imatges d'aquestes característiques a Catalunya s'han relacionat amb exemplars italians com el Volto Santo de la catedral de Lucca, imatge el culte de la qual està datat des de finals del segle xi, o amb el de la Santa Croce del Corvo a Bocca di Magra en el centre d'Itàlia. L'al·lusió de Vultus amb idea de la cara, aquest terme està documentat en majestats pròximes a les de Beget, com a la Majestat d'Organyà, i una altra a un Vultus pertanyent a l'església Sant Vicenç d'Estamariu als anys 1063 i 1092, «ad imso vultu vel ad majestatem Domini da Starmariz».
Tot aquest context i dates aportades per a la datació d'imatges com la Majestat de Batlló o la d'Organyà, així com la possible data de l'església de Beget de la mateixa tipologia arquitectònica que la de Sant Esteve de Llanars consagrada el 1168, amb quasi idèntiques escultures a la portalada i ambdues dependents del monestir de Sant Pere de Camprodon, han fet datar l'execució de la Majestat de Beget cap al tercer quart del segle xii.